# Nationalpark Belluneser Dolomiten
Der Nationalpark Belluneser Dolomiten (italienisch Parco nazionale delle Dolomiti Bellunesi) ist einer der 25 Nationalparks in Italien. Er wurde 1990 gegründet und liegt in der Provinz Belluno zwischen den Flüssen Cismon, Piave und Agordino in den Dolomiten.